# چهوتا چار خاجورتالا
چهوتا چار خاجورتالا (به لاتین: Chhota Char Khajurtala) یک روستا در بنگلادش است که در استان باریسال و در ناحیه باریسال واقع شده است.